# Montmorency—Charlevoix
Circonscription électorale fédérale du Canada
Montmorency—Charlevoix (anciennement connue sous le nom de Beauport—Côte-de-Beaupré—Île d'Orléans—Charlevoix, Charlevoix—Montmorency, puis Montmorency—Charlevoix—Haute-Côte-Nord) est une circonscription électorale fédérale canadienne située au Québec.
Depuis les élections fédérales de 2025, elle est représentée à la Chambre des communes par Gabriel Hardy du Parti conservateur du Canada.

## Description
La circonscription, qui longe la rive nord du fleuve Saint-Laurent au nord-est de Québec, est située dans la région administrative de la Capitale-Nationale. Elle comprend les municipalités régionales de comté (MRC) de Charlevoix, Charlevoix-Est, La Côte-de-Beaupré, L'Île-d'Orléans, ainsi qu'une partie de l'arrondissement Beauport de la ville de Québec.
Les circonscriptions limitrophes sont Beauport—Limoilou, Portneuf—Jacques-Cartier, Saint-Maurice—Champlain, Lac-Saint-Jean, Chicoutimi—Le Fjord et Manicouagan.

## Députés

### Députés
| Législature                                                                                               | Années        | Député                   | Parti | Parti          |
| --- | ------------- | ------------------------ | ----- | -------------- |
| Charlevoix—Montmorency issue de Charlevoix, Montmorency et Chicoutimi—Saguenay                            |               |                          |       |                |
| 13e | 1917–1921     | Pierre-François Casgrain |       | Libéral        |
| 14e | 1921–1925     | Pierre-François Casgrain |       | Libéral        |
| Dissoute parmi Charlevoix—Saguenay et Québec—Montmorency                                                  |               |                          |       |                |
| Recréée de Beauport—Montmorency—Côte-de-Beaupré—Île-d'Orléans, Charlesbourg—Jacques-Cartier et Charlevoix |               |                          |       |                |
| 38e | 2004–2006     | Michel Guimond           |       | Bloc québécois |
| Montmorency—Charlevoix—Haute-Côte-Nord                                                                    |               |                          |       |                |
| 39e | 2006–2008     | Michel Guimond           |       | Bloc québécois |
| 40e | 2008–2011     | Michel Guimond           |       | Bloc québécois |
| 41e | 2011–2015     | Jonathan Tremblay        |       | Néo-démocrate  |
| Beauport—Côte-de-Beaupré—Île d'Orléans—Charlevoix                                                         |               |                          |       |                |
| 42e | 2015–2019     | Sylvie Boucher           |       | Conservateur   |
| 43e | 2019–2021     | Caroline Desbiens        |       | Bloc québécois |
| 44e | 2021–2025     | Caroline Desbiens        |       | Bloc québécois |
| Montmorency—Charlevoix                                                                                    |               |                          |       |                |
| 45e | 2025–en cours | Gabriel Hardy            |       | Conservateur   |

### Galerie

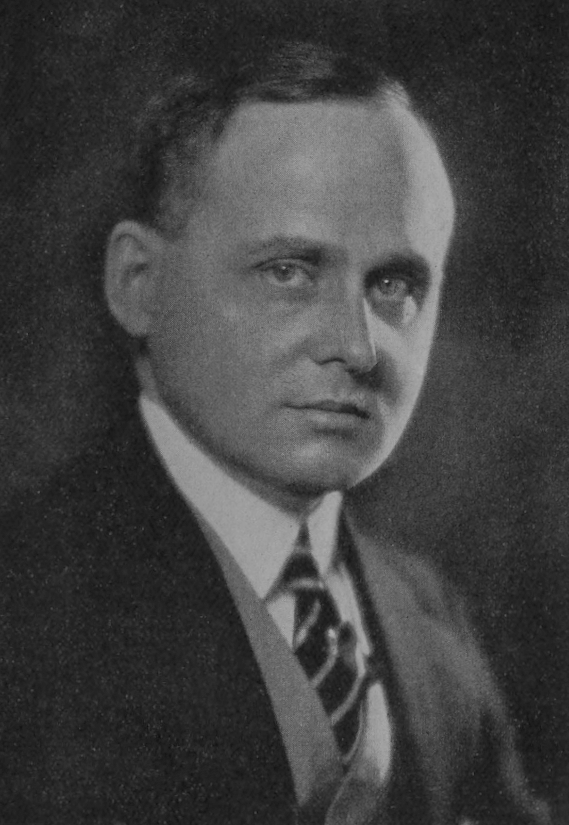
Pierre-François Casgrain, député de Charlevoix—Montmorency de 1917 à 1925.
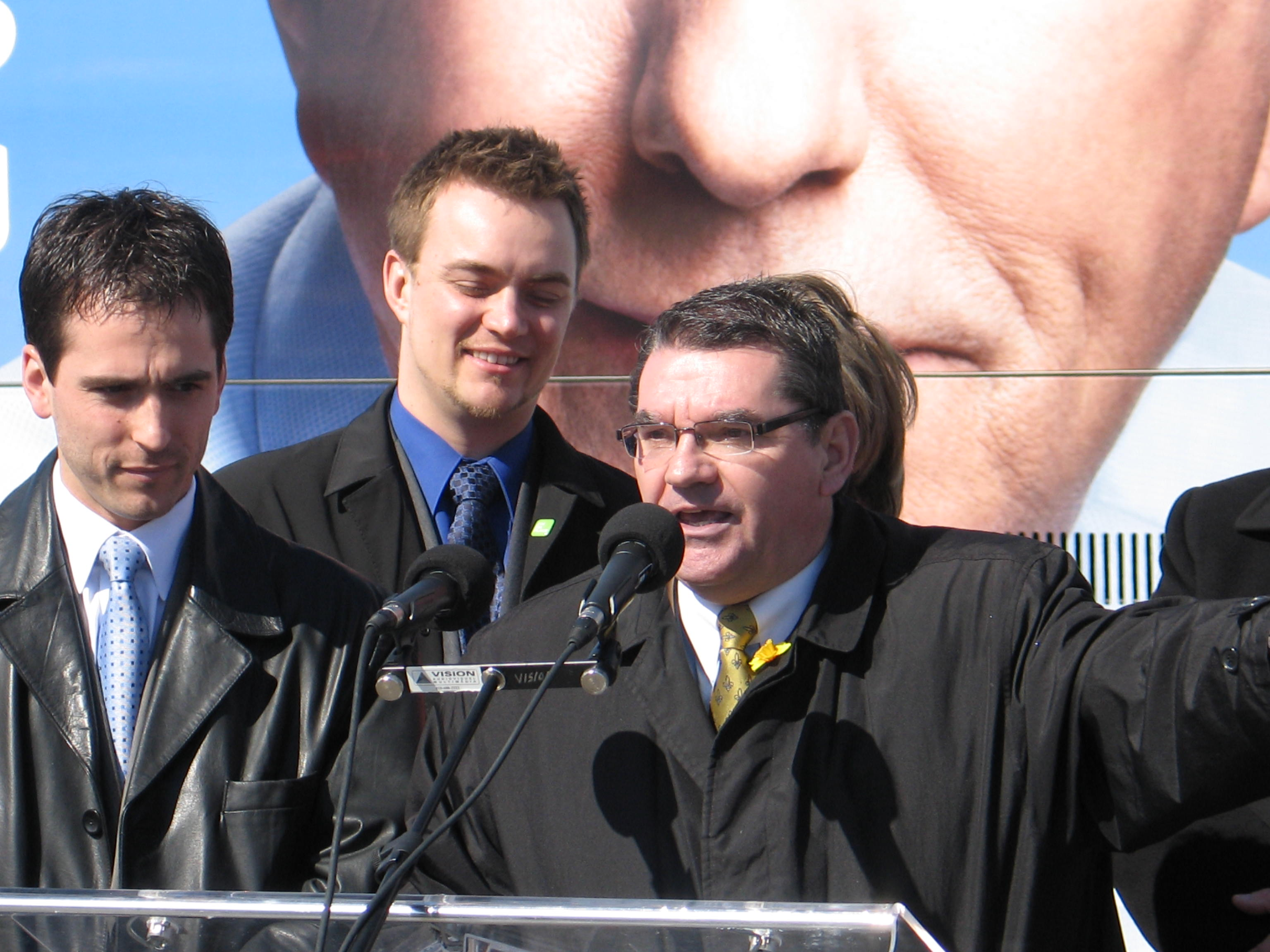
Michel Guimond, député de Charlevoix—Montmorency de 2004 à 2006, puis de Montmorency—Charlevoix—Haute-Côte-Nord de 2006 à 2011.
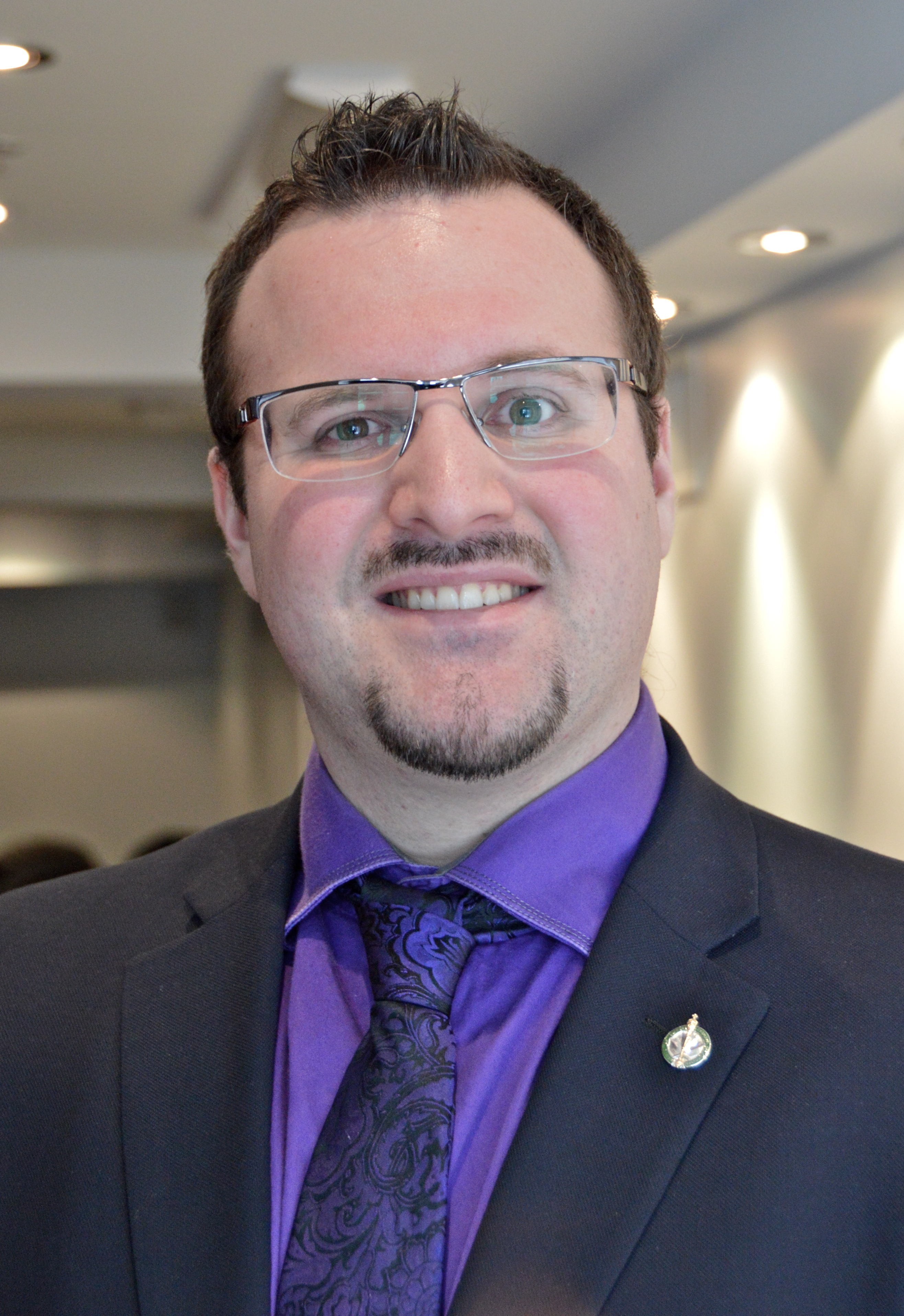
Jonathan Tremblay, député de Montmorency—Charlevoix—Haute-Côte-Nord de 2011 à 2015.
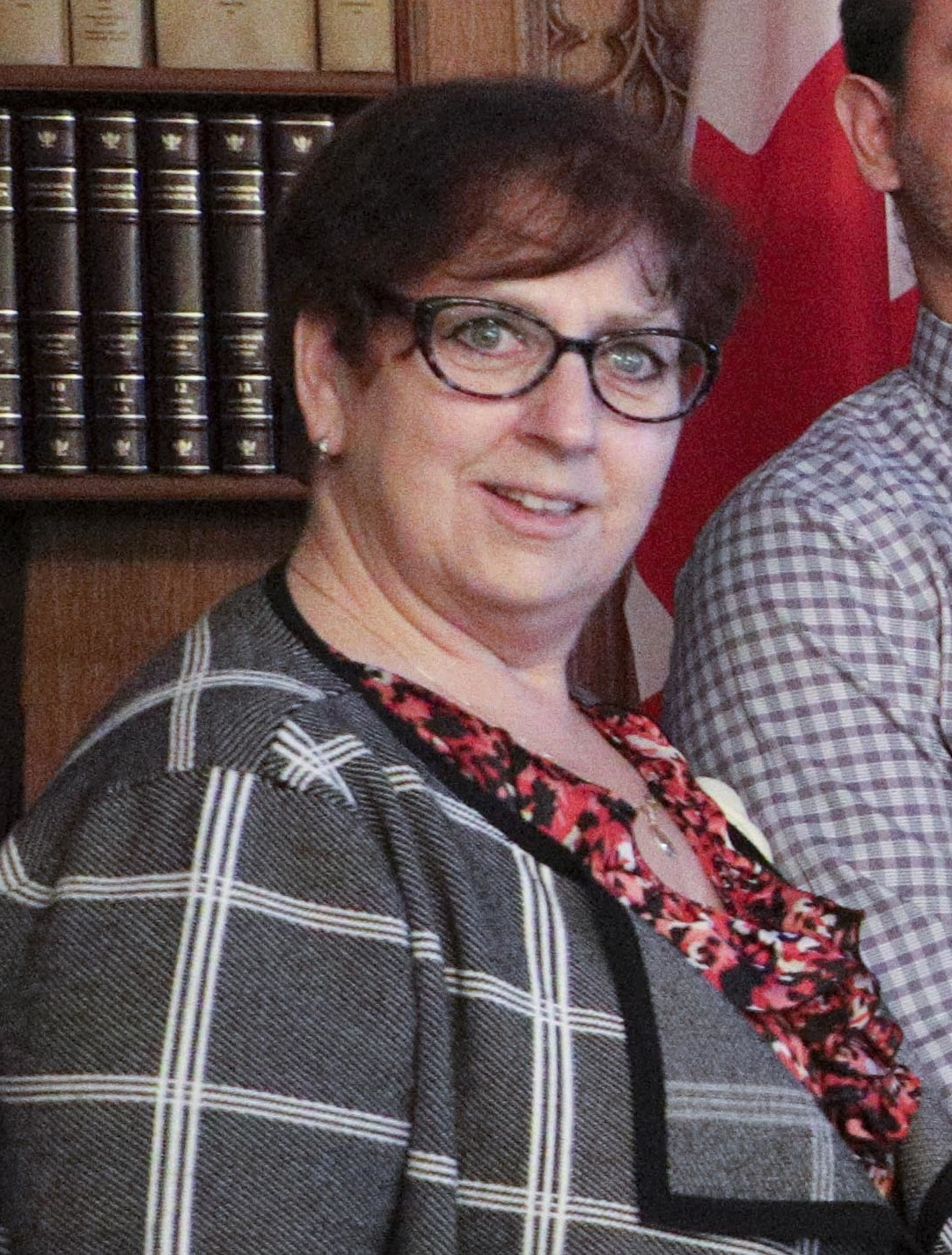
Sylvie Boucher, députée de Beauport—Côte-de-Beaupré—Île d'Orléans—Charlevoix de 2015 à 2019.
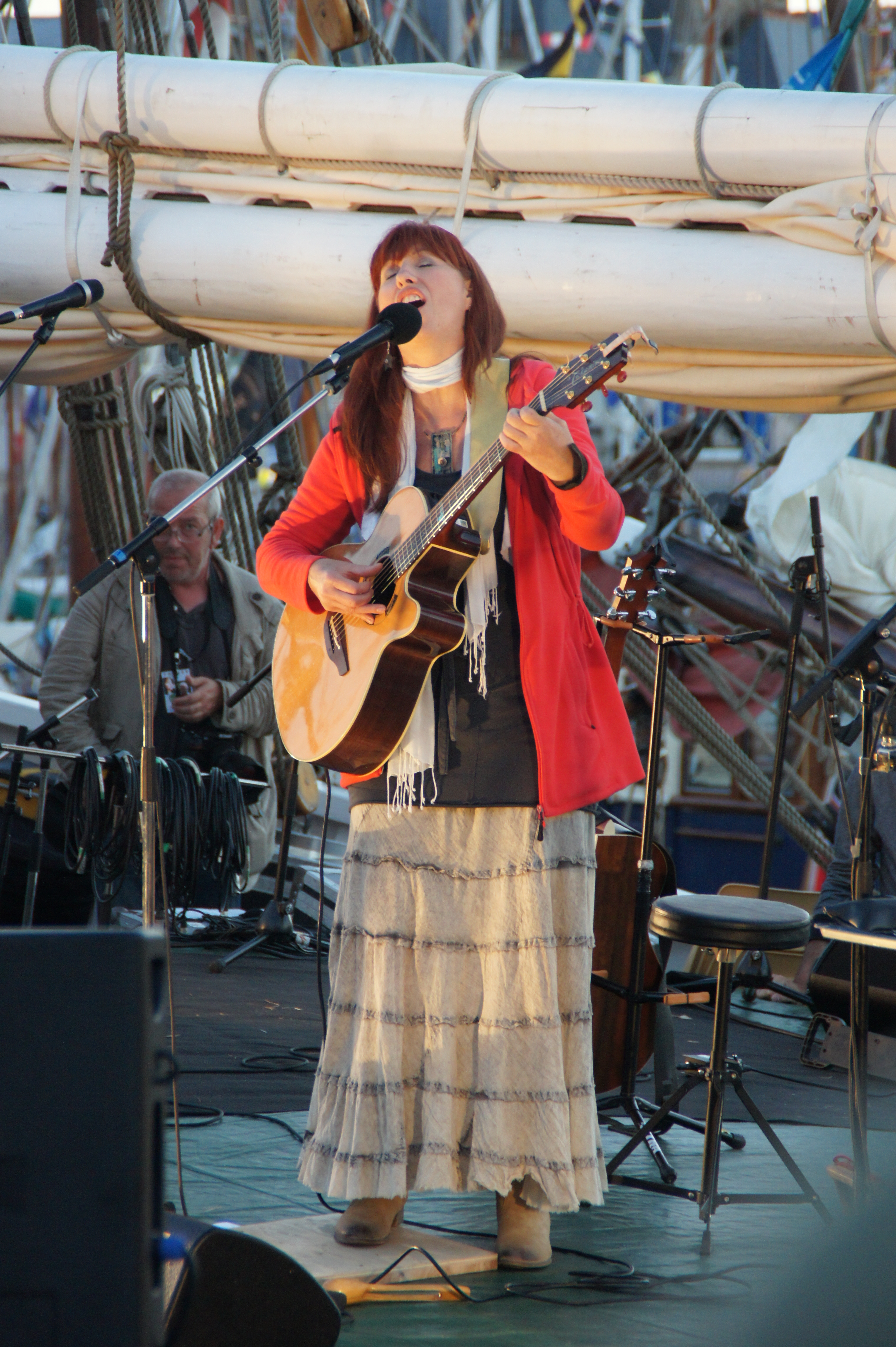
Caroline Desbiens

## Historique

### Charlevoix—Montmorency (1917–1925, 2004–2006)
La circonscription de Charlevoix—Montmorency est représentée à deux reprises à la Chambre des communes, soit entre 1917 et 1925, puis entre 2004 et 2006.
Charlevoix—Montmorency est réapparue une première fois en 2003 avec des parties de Beauport—Montmorency—Côte-de-Beaupré—Île-d'Orléans, Charlesbourg—Jacques-Cartier et Charlevoix. Les élections fédérales de 2004 sont tenues sous ce nom, puis la circonscription est renommée Montmorency—Charlevoix—Haute-Côte-Nord plus tard en 2004, avec les élections fédérales de 2006 tenues sous ce nom. En 2004, le député de Beauport—Montmorency—Côte-de-Beaupré—Île-d'Orléans, Michel Guimond, est élu dans la circonscription de Charlevoix—Montmorency.

### Montmorency—Charlevoix—Haute-Côte-Nord (2006–2015)
Le nom Charlevoix—Montmorency est réapparu sur la carte électorale canadienne lors du décret de représentation électorale de 2013, mais la nouvelle circonscription est renommée Beauport—Côte-de-Beaupré—Île d'Orléans—Charlevoix en 2014, avant que des élections puissent à nouveau avoir lieu sous le nom de Charlevoix—Montmorency.

### Circonscription actuelle (depuis 2015)
La circonscription de Beauport—Côte-de-Beaupré—Île d'Orléans—Charlevoix apparaît lors du redécoupage électoral de 2013. Elle reprend principalement le territoire de la circonscription de Montmorency—Charlevoix—Haute-Côte-Nord, moins la municipalité régionale de comté de la Haute-Côte-Nord et avec un découpage différent dans l'arrondissement de Beauport de la ville de Québec.
Sylvie Boucher, ancienne députée de Beauport—Limoilou (2006-2011), est élue députée de Beauport—Côte-de-Beaupré—Île d'Orléans—Charlevoix en 2015.

## Résultats électoraux

### Tendances
|                                                                                            |
| - Bloc québécois - Parti libéral - Parti conservateur - Parti vert - NPD - Parti populaire |

### Résultats détaillés
|                          | Nom                      | Parti politique          | Voix   | %       | Majorité |
| ------------------------ | ------------------------ | ------------------------ | ------ | ------- | -------- |
|                          | Jonathan Tremblay        | NPD                      | 17 601 | 37,35 % | 1 176    |
|                          | Michel Guimond (sortant) | Bloc québécois           | 16 425 | 34,85 % |          |
|                          | Michel-Éric Castonguay   | Conservateur             | 9 660  | 20,5 %  |          |
|                          | Robert Gauthier          | Libéral                  | 2 628  | 5,58 %  |          |
|                          | François Bédard          | Vert                     | 814    | 1,73 %  |          |
| Total des votes valides  | Total des votes valides  | Total des votes valides  | 47 128 | 98,69 % |          |
| Total des votes rejetés  | Total des votes rejetés  | Total des votes rejetés  | 627    | 1,31 %  |          |
| Total des votes exprimés | Total des votes exprimés | Total des votes exprimés | 47 755 | 62,29 % |          |
| Électeurs inscrits       | Électeurs inscrits       | Électeurs inscrits       | 76 661 |         |          |

|                          | Nom                      | Parti politique          | Voix   | %       | Majorité |
| ------------------------ | ------------------------ | ------------------------ | ------ | ------- | -------- |
|                          | Michel Guimond (sortant) | Bloc québécois           | 21 068 | 48,88 % | 9 279    |
|                          | Guy-Léonard Tremblay     | Conservateur             | 11 789 | 27,35 % |          |
|                          | Robert Gauthier          | Libéral                  | 5 769  | 13,38 % |          |
|                          | Jonathan Tremblay        | NPD                      | 3 332  | 7,73 %  |          |
|                          | Jacques Legros           | Vert                     | 1 147  | 2,66 %  |          |
| Total des votes valides  | Total des votes valides  | Total des votes valides  | 43 105 | 98,75 % |          |
| Total des votes rejetés  | Total des votes rejetés  | Total des votes rejetés  | 547    | 1,25 %  |          |
| Total des votes exprimés | Total des votes exprimés | Total des votes exprimés | 43 652 | 58,35 % |          |
| Électeurs inscrits       | Électeurs inscrits       | Électeurs inscrits       | 74 813 |         |          |